# 桜花賞
桜花賞（）は、日本中央競馬会（JRA）が阪神競馬場で施行する中央競馬の重賞競走（GI）である。
正賞は内閣総理大臣賞、日本馬主協会連合会会長賞。

## 概要
中央競馬の牝馬三冠競走（桜花賞・優駿牝馬・秋華賞）の第一関門となっている。また、5着までの馬には優駿牝馬（オークス）の優先出走権が与えられる。
1939年にイギリスの「1000ギニー」を範として、最もスピードのある優秀な牝馬の選定、および優秀な繁殖牝馬を発掘するためのレースとして4歳（現3歳）牝馬限定の競走「中山四歳牝馬特別（なかやまよんさいひんばとくべつ）」を創設。東京優駿競走・阪神優駿牝馬（現：優駿牝馬）・横浜農林省賞典四歳呼馬（現：皐月賞）・京都農林省賞典四歳呼馬（現：菊花賞）とともにクラシック競走のひとつとされた。
太平洋戦争の戦局悪化による中断を経て、戦後の1947年からは名称を「桜花賞」に変更して京都競馬場で施行。1950年から阪神競馬場での施行となり、以降は延期開催時および代替開催時を除き阪神競馬場での施行が定着している。距離は1947年以降1600mで施行しており、コースは2007年以降、前年に新設された外回りコースとなっている。
1995年より指定交流競走とされ、地方競馬所属馬も出走可能になった。2004年から外国産馬も出走可能になり、2010年からは国際競走に指定され、外国馬も出走可能になった。
1984年よりグレード制を導入、GIに格付けされた。しかし当時の格付け表記が国際基準を満たしていなかったため国内限定の格付けとされ、日本がパートI国に昇格した2007年から2009年は「JpnI」に表記を変更。国際競走に指定された2010年より、国際格付のGIに改められた。

### 競走条件
以下の内容は、2025年現在のもの。
出走資格：サラ系3歳牝馬（出走可能頭数：最大18頭）
- JRA所属馬
- 地方競馬所属馬（後述）
- 外国調教馬

負担重量：馬齢（55kg）
出馬投票を行った馬のうち優先出走権（次節参照）を持つ馬から優先して割り当て、その他の馬は収得賞金の多い順に出走できる。

### 優先出走権
出馬投票を行った外国馬は、優先出走できる。
JRA所属馬・地方競馬所属馬は、下表のトライアル競走で所定の成績を収めた馬に優先出走権が付与される。
| 競走名             | 格  | 競馬場     | 距離    | 必要な着順 |
| ------------------ | --- | ---------- | ------- | ---------- |
| チューリップ賞     | GII | 阪神競馬場 | 芝1600m | 3着以内    |
| フィリーズレビュー | GII | 阪神競馬場 | 芝1400m | 3着以内    |
| アネモネステークス | L   | 中山競馬場 | 芝1600m | 2着以内    |

地方競馬所属馬は、上記のほかJRAの2歳GI競走（阪神ジュベナイルフィリーズ・朝日杯フューチュリティステークス・ホープフルステークス）、またはJRAで行われる芝の3歳重賞競走を優勝した馬にも出走資格が与えられる。
その他の前哨戦
優先出走権の付与はされないが、以下のレースも春の牝馬クラシック路線に繋がるレースとなっている。
| 競走名               | 格   | 競馬場     | 距離    |
| -------------------- | ---- | ---------- | ------- |
| フェアリーステークス | GIII | 中山競馬場 | 芝1600m |
| クイーンカップ       | GIII | 東京競馬場 | 芝1600m |
| フラワーカップ       | GIII | 中山競馬場 | 芝1800m |
| 紅梅ステークス       | L    | 京都競馬場 | 芝1400m |
| エルフィンステークス | L    | 京都競馬場 | 芝1600m |

賞金
2025年の1着賞金は1億4000万円で、以下2着5200万円、3着3300万円、4着2000万円、5着1300万円。

## 歴史

### 年表
- 1939年 - 4歳牝馬限定の競走「馬事国防献金競走 中山四歳牝馬特別」を創設。中山競馬場・芝1800mで施行[7][15]。
- 1944年 - 「能力検定競走」として、東京競馬場・芝1800mで施行、勝馬投票券は発売せず[16]。
- 1945年 - 太平洋戦争の影響で中止。
- 1947年 - 名称を「櫻花󠄁賞」に変更、施行場も京都競馬場・芝外回り1600mに変更[17][7]。
- 1950年 - 施行場を阪神競馬場・芝1600mに変更[7]。 これ以降、阪神競馬場での施行が定着。
- 1957年 - 名称を「桜花賞」に変更[18]。
- 1967年 - 全学共闘会議の争議のため、4月最終週に順延し、施行場も京都競馬場に変更。また同じ理由で延期した中山競馬場での皐月賞と同日施行となり、史上初にして史上唯一の同一日での八大競走開催となった[注 5]。
- 1972年 - 流行性馬インフルエンザの影響で、5月に順延して施行。
- 1984年 - グレード制導入、GI[注 2]に格付け[9]。
- 1995年 - 指定交流競走となり、地方所属馬も出走が可能になる。
- 2001年 - 馬齢表記を国際基準へ変更したことに伴い、出走条件を「3歳牝馬」に変更。
- 2004年 - 外国産馬が出走可能になる[10]。
- 2007年 - 格付表記をJpnIに変更[12]。
- 2010年
  - 国際競走に指定され、外国調教馬・外国産馬が合わせて最大9頭まで出走可能となる[11]。
  - 格付表記をGI（国際格付）に変更[11]。
- 2020年 - 新型コロナウイルス感染症（COVID-19）の感染拡大防止のため、「無観客競馬」として実施[19]。
- 2021年 - ソダシが白毛馬として初の優勝[20]。
- 2024年 - 負担重量を馬齢表記に変更。

## 歴代優勝馬
コース種別の記載がない距離は、芝コースを表す。タイム中のRはレコードタイム。
優勝馬の馬齢は、2000年以前も現行表記に揃えている。
競走名は第5回まで「中山四歳牝馬特別」、第6回は「能力検定競走」、第7回以降は「桜花賞」。
| 回数   | 施行日        | 競馬場 | 距離  | 優勝馬             | 性齢 | タイム   | 優勝騎手     | 管理調教師 | 馬主                                       | 単勝オッズ | 単勝人気 | 1着本賞金   |
| ------ | ------------- | ------ | ----- | ------------------ | ---- | -------- | ------------ | ---------- | ------------------------------------------ | ---------- | -------- | ----------- |
| 第1回  | 1939年4月9日  | 中山   | 1800m | ソールレデイ       | 牝3  | 2:02 4/5 | 石毛彦次郎   | 田村仁三郎 | 豊島美王麿                                 |            | 2        |             |
| 第2回  | 1940年4月7日  | 中山   | 1800m | タイレイ           | 牝3  | 1:56 4/5 | 保田隆芳     | 尾形景造   | 和田孝一郎                                 | 2          |          |             |
| 第3回  | 1941年4月20日 | 中山   | 1800m | ブランドソール     | 牝3  | 1:54 2/5 | 阿部正太郎   | 田中和一郎 | 加藤雄策                                   | 1          |          |             |
| 第4回  | 1942年5月3日  | 中山   | 1800m | バンナーゴール     | 牝3  | 1:55 4/5 | 宮沢今朝太郎 | 秋山辰治   | 白岩浅次郎                                 | 1          |          |             |
| 第5回  | 1943年5月9日  | 中山   | 1800m | ミスセフト         | 牝3  | 1:55 1/5 | 佐藤勇       | 伊藤勝吉   | 小西松太郎                                 | 3          |          |             |
| 第6回  | 1944年6月4日  | 東京   | 1800m | ヤマイワイ         | 牝3  | 1:55 0/5 | 前田長吉     | 尾形景造   | 山口勝蔵                                   |            |          |             |
| 第7回  | 1947年5月4日  | 京都   | 1600m | ブラウニー         | 牝3  | 1:42 2/5 | 武田文吾     | 武輔彦     | 仙石襄                                     | 2          |          |             |
| 第8回  | 1948年5月9日  | 京都   | 1600m | ハマカゼ           | 牝3  | 1:41 1/5 | 松本実       | 増本勇     | 相部藤次郎                                 | 2          |          |             |
| 第9回  | 1949年5月1日  | 京都   | 1600m | ヤシマドオター     | 牝3  | 1:40 3/5 | 八木沢勝美   | 尾形藤吉   | 小林庄平                                   | 2          |          |             |
| 第10回 | 1950年5月3日  | 阪神   | 1600m | トサミツル         | 牝3  | 1:40 2/5 | 境勝太郎     | 星川泉士   | 斉藤健二郎                                 | 1          |          |             |
| 第11回 | 1951年4月22日 | 阪神   | 1600m | ツキカワ           | 牝3  | 1:39 1/5 | 清田十一     | 伊藤勝吉   | 仁木清七                                   | 3          |          |             |
| 第12回 | 1952年4月13日 | 阪神   | 1600m | スウヰイスー       | 牝3  | 1:38 3/5 | 保田隆芳     | 松山吉三郎 | 高峰三枝子                                 | 5          |          |             |
| 第13回 | 1953年4月19日 | 阪神   | 1600m | カンセイ           | 牝3  | 1:39 4/5 | 森安弘明     | 尾形藤吉   | 川端佳夫                                   | 1          |          |             |
| 第14回 | 1954年4月30日 | 阪神   | 1600m | ヤマイチ           | 牝3  | 1:40 2/5 | 八木沢勝美   | 尾形藤吉   | 永田雅一                                   | 1          |          |             |
| 第15回 | 1955年4月10日 | 阪神   | 1600m | ヤシマベル         | 牝3  | 1:38 3/5 | 清田十一     | 伊藤勝吉   | 小林庄平                                   | 3          |          |             |
| 第16回 | 1956年3月25日 | 阪神   | 1600m | ミスリラ           | 牝3  | 1:40 4/5 | 柴田不二男   | 諏訪佐市   | 浅野国次郎                                 | 4          |          |             |
| 第17回 | 1957年3月31日 | 阪神   | 1600m | ミスオンワード     | 牝3  | 1:38 4/5 | 栗田勝       | 武田文吾   | 樫山純三                                   | 1.3        | 1        | 100万円     |
| 第18回 | 1958年3月23日 | 阪神   | 1600m | ホウシユウクイン   | 牝3  | 1:38 3/5 | 上田三千夫   | 上田武司   | 上田清次郎                                 | 2.7        | 1        | 100万円     |
| 第19回 | 1959年3月29日 | 阪神   | 1600m | キヨタケ           | 牝3  | 1:39 3/5 | 蛯名武五郎   | 藤本冨良   | 六郎田雅喜                                 | 7.3        | 2        | 120万円     |
| 第20回 | 1960年3月27日 | 阪神   | 1600m | トキノキロク       | 牝3  | 1:40.5   | 杉村一馬     | 松田由太郎 | 桶谷辰造                                   | 6.3        | 2        | 150万円     |
| 第21回 | 1961年4月2日  | 阪神   | 1600m | スギヒメ           | 牝3  | 1:38.3   | 諏訪真       | 諏訪佐市   | 小杉咲枝                                   | 9.8        | 2        | 300万円     |
| 第22回 | 1962年4月1日  | 阪神   | 1600m | ケンホウ           | 牝3  | 1:38.9   | 野平好男     | 藤本冨良   | 長山善建                                   | 11.4       | 4        | 300万円     |
| 第23回 | 1963年3月31日 | 阪神   | 1600m | ミスマサコ         | 牝3  | 1:40.1   | 瀬戸口勉     | 上田武司   | 上田清次郎                                 | 77.5       | 15       | 400万円     |
| 第24回 | 1964年4月5日  | 阪神   | 1600m | カネケヤキ         | 牝3  | 1:41.1   | 野平祐二     | 杉浦照     | 金指吉昭                                   | 11.0       | 4        | 450万円     |
| 第25回 | 1965年4月4日  | 阪神   | 1600m | ハツユキ           | 牝3  | 1:38.5   | 加賀武見     | 中村広     | 玉島章子                                   | 9.0        | 3        | 550万円     |
| 第26回 | 1966年4月10日 | 阪神   | 1600m | ワカクモ           | 牝3  | 1:39.5   | 杉村一馬     | 杉村政春   | 吉田一太郎                                 | 8.2        | 4        | 600万円     |
| 第27回 | 1967年4月30日 | 京都   | 1600m | シーエース         | 牝3  | 1:38.8   | 高橋成忠     | 高橋直     | 藤田宗平                                   | 16.4       | 2        | 800万円     |
| 第28回 | 1968年4月14日 | 阪神   | 1600m | コウユウ           | 牝3  | 1:37.6   | 清水出美     | 星川泉士   | 高木茂                                     | 18.3       | 6        | 1100万円    |
| 第29回 | 1969年4月13日 | 阪神   | 1600m | ヒデコトブキ       | 牝3  | 1:36.6   | 久保敏文     | 伊藤修司   | 伊藤英夫                                   | 6.2        | 3        | 1300万円    |
| 第30回 | 1970年4月5日  | 阪神   | 1600m | タマミ             | 牝3  | 1:37.9   | 高橋成忠     | 坂本栄三郎 | 坂本栄蔵                                   | 2.9        | 1        | 1500万円    |
| 第31回 | 1971年4月18日 | 阪神   | 1600m | ナスノカオリ       | 牝3  | 1:39.9   | 嶋田功       | 稲葉幸夫   | 那須野牧場                                 | 10.2       | 1        | 1800万円    |
| 第32回 | 1972年5月21日 | 阪神   | 1600m | アチーブスター     | 牝3  | 1:37.6   | 武邦彦       | 田之上勲   | 山本信行                                   | 39.1       | 8        | 2100万円    |
| 第33回 | 1973年4月8日  | 阪神   | 1600m | ニットウチドリ     | 牝3  | 1:35.4   | 横山富雄     | 八木沢勝美 | 鎌田三郎                                   | 3.0        | 1        | 2400万円    |
| 第34回 | 1974年4月7日  | 阪神   | 1600m | タカエノカオリ     | 牝3  | 1:37.0   | 武邦彦       | 佐々木猛   | 飛渡三代治                                 | 13.0       | 4        | 2800万円    |
| 第35回 | 1975年4月6日  | 阪神   | 1600m | テスコガビー       | 牝3  | 1:34.9   | 菅原泰夫     | 仲住芳雄   | 長島忠雄                                   | 1.4        | 1        | 3000万円    |
| 第36回 | 1976年4月11日 | 阪神   | 1600m | テイタニヤ         | 牝3  | 1:36.7   | 嶋田功       | 稲葉幸夫   | 原八衛                                     | 4.5        | 2        | 3300万円    |
| 第37回 | 1977年4月10日 | 阪神   | 1600m | インターグロリア   | 牝3  | 1:37.5   | 福永洋一     | 柳田次男   | 松岡正雄                                   | 4.8        | 1        | 3500万円    |
| 第38回 | 1978年4月9日  | 阪神   | 1600m | オヤマテスコ       | 牝3  | 1:36.9   | 福永洋一     | 山本正司   | 加藤泰章                                   | 5.4        | 2        | 3600万円    |
| 第39回 | 1979年4月8日  | 阪神   | 1600m | ホースメンテスコ   | 牝3  | 1:41.0   | 佐々木晶三   | 中村武志   | 古橋貞臣                                   | 55.7       | 15       | 3600万円    |
| 第40回 | 1980年4月6日  | 阪神   | 1600m | ハギノトップレディ | 牝3  | 1:36.2   | 伊藤清章     | 伊藤修司   | 日隈広吉                                   | 4.4        | 2        | 4000万円    |
| 第41回 | 1981年4月5日  | 阪神   | 1600m | ブロケード         | 牝3  | 1:41.3   | 柴田政人     | 高松邦男   | 伊達秀和                                   | 5.2        | 1        | 4400万円    |
| 第42回 | 1982年4月11日 | 阪神   | 1600m | リーゼングロス     | 牝3  | 1:36.3   | 清水英次     | 新関力     | 三島武                                     | 7.8        | 2        | 4700万円    |
| 第43回 | 1983年4月10日 | 阪神   | 1600m | シャダイソフィア   | 牝3  | 1:40.5   | 猿橋重利     | 渡辺栄     | 吉田善哉                                   | 9.5        | 3        | 4900万円    |
| 第44回 | 1984年4月8日  | 阪神   | 1600m | ダイアナソロン     | 牝3  | 1:36.1   | 田原成貴     | 中村好夫   | 大島秀元                                   | 6.0        | 3        | 5000万円    |
| 第45回 | 1985年4月7日  | 阪神   | 1600m | エルプス           | 牝3  | 1:36.9   | 木藤隆行     | 久恒久夫   | 小畑安雄                                   | 6.3        | 2        | 5200万円    |
| 第46回 | 1986年4月6日  | 阪神   | 1600m | メジロラモーヌ     | 牝3  | 1:35.8   | 河内洋       | 奥平真治   | （有）メジロ牧場                           | 1.6        | 1        | 5400万円    |
| 第47回 | 1987年4月12日 | 阪神   | 1600m | マックスビューティ | 牝3  | 1:35.1   | 田原成貴     | 伊藤雄二   | 田所祐                                     | 3.1        | 1        | 5800万円    |
| 第48回 | 1988年4月10日 | 阪神   | 1600m | アラホウトク       | 牝3  | 1:34.8   | 河内洋       | 庄野穂積   | （有）アラキファーム                       | 6.9        | 5        | 6300万円    |
| 第49回 | 1989年4月9日  | 阪神   | 1600m | シャダイカグラ     | 牝3  | 1:37.5   | 武豊         | 伊藤雄二   | 米田茂                                     | 2.2        | 1        | 6800万円    |
| 第50回 | 1990年4月8日  | 阪神   | 1600m | アグネスフローラ   | 牝3  | 1:37.1   | 河内洋       | 長浜博之   | 渡辺孝男                                   | 2.2        | 1        | 7500万円    |
| 第51回 | 1991年4月7日  | 京都   | 1600m | シスタートウショウ | 牝3  | 1:33.8   | 角田晃一     | 鶴留明雄   | トウショウ産業（株）                       | 5.3        | 4        | 8200万円    |
| 第52回 | 1992年4月12日 | 阪神   | 1600m | ニシノフラワー     | 牝3  | 1:37.5   | 河内洋       | 松田正弘   | 西山正行                                   | 2.3        | 1        | 8800万円    |
| 第53回 | 1993年4月11日 | 阪神   | 1600m | ベガ               | 牝3  | 1:37.2   | 武豊         | 松田博資   | 吉田和子                                   | 2.0        | 1        | 8800万円    |
| 第54回 | 1994年4月10日 | 阪神   | 1600m | オグリローマン     | 牝3  | 1:36.4   | 武豊         | 瀬戸口勉   | 小栗孝一                                   | 7.3        | 3        | 8900万円    |
| 第55回 | 1995年4月9日  | 京都   | 1600m | ワンダーパヒューム | 牝3  | 1:34.4   | 田原成貴     | 領家政蔵   | 山本信行                                   | 21.3       | 7        | 8900万円    |
| 第56回 | 1996年4月7日  | 阪神   | 1600m | ファイトガリバー   | 牝3  | 1:34.4   | 田原成貴     | 中尾謙太郎 | 品川昇                                     | 27.3       | 10       | 8900万円    |
| 第57回 | 1997年4月6日  | 阪神   | 1600m | キョウエイマーチ   | 牝3  | 1:36.9   | 松永幹夫     | 野村彰彦   | 松岡正雄                                   | 2.6        | 1        | 8900万円    |
| 第58回 | 1998年4月12日 | 阪神   | 1600m | ファレノプシス     | 牝3  | 1:34.0   | 武豊         | 浜田光正   | （有）ノースヒルズマネジメント             | 6.2        | 3        | 8900万円    |
| 第59回 | 1999年4月11日 | 阪神   | 1600m | プリモディーネ     | 牝3  | 1:35.5   | 福永祐一     | 西橋豊治   | 伊達秀和                                   | 8.9        | 4        | 8900万円    |
| 第60回 | 2000年4月9日  | 阪神   | 1600m | チアズグレイス     | 牝3  | 1:34.9   | 松永幹夫     | 山内研二   | 北村キヨ子                                 | 15.9       | 6        | 8900万円    |
| 第61回 | 2001年4月8日  | 阪神   | 1600m | テイエムオーシャン | 牝3  | 1:34.4   | 本田優       | 西浦勝一   | 竹園正繼                                   | 1.3        | 1        | 8900万円    |
| 第62回 | 2002年4月7日  | 阪神   | 1600m | アローキャリー     | 牝3  | 1:34.3   | 池添謙一     | 山内研二   | 矢野秀春                                   | 42.9       | 13       | 8900万円    |
| 第63回 | 2003年4月13日 | 阪神   | 1600m | スティルインラブ   | 牝3  | 1:33.9   | 幸英明       | 松元省一   | （有）ノースヒルズマネジメント             | 3.5        | 2        | 8900万円    |
| 第64回 | 2004年4月11日 | 阪神   | 1600m | ダンスインザムード | 牝3  | 1:33.6   | 武豊         | 藤沢和雄   | （有）社台レースホース                     | 2.9        | 1        | 8900万円    |
| 第65回 | 2005年4月10日 | 阪神   | 1600m | ラインクラフト     | 牝3  | 1:33.5   | 福永祐一     | 瀬戸口勉   | 大澤繁昌                                   | 4.6        | 2        | 8900万円    |
| 第66回 | 2006年4月9日  | 阪神   | 1600m | キストゥヘヴン     | 牝3  | 1:34.6   | 安藤勝己     | 戸田博文   | 吉田和子                                   | 13.0       | 6        | 8900万円    |
| 第67回 | 2007年4月8日  | 阪神   | 1600m | ダイワスカーレット | 牝3  | 1:33.7   | 安藤勝己     | 松田国英   | 大城敬三                                   | 5.9        | 3        | 8900万円    |
| 第68回 | 2008年4月13日 | 阪神   | 1600m | レジネッタ         | 牝3  | 1:34.4   | 小牧太       | 浅見秀一   | （有）社台レースホース                     | 43.4       | 12       | 8900万円    |
| 第69回 | 2009年4月12日 | 阪神   | 1600m | ブエナビスタ       | 牝3  | 1:34.0   | 安藤勝己     | 松田博資   | （有）サンデーレーシング                   | 1.2        | 1        | 8900万円    |
| 第70回 | 2010年4月11日 | 阪神   | 1600m | アパパネ           | 牝3  | 1:33.3   | 蛯名正義     | 国枝栄     | 金子真人ホールディングス（株）             | 2.8        | 1        | 8900万円    |
| 第71回 | 2011年4月10日 | 阪神   | 1600m | マルセリーナ       | 牝3  | 1:33.9   | 安藤勝己     | 松田博資   | （有）社台レースホース                     | 3.8        | 2        | 8900万円    |
| 第72回 | 2012年4月8日  | 阪神   | 1600m | ジェンティルドンナ | 牝3  | 1:34.6   | 岩田康誠     | 石坂正     | （有）サンデーレーシング                   | 4.9        | 2        | 8900万円    |
| 第73回 | 2013年4月7日  | 阪神   | 1600m | アユサン           | 牝3  | 1:35.0   | C.デムーロ   | 手塚貴久   | 星野壽市                                   | 18.0       | 7        | 8900万円    |
| 第74回 | 2014年4月13日 | 阪神   | 1600m | ハープスター       | 牝3  | 1:33.3   | 川田将雅     | 松田博資   | （有）キャロットファーム                   | 1.2        | 1        | 8900万円    |
| 第75回 | 2015年4月12日 | 阪神   | 1600m | レッツゴードンキ   | 牝3  | 1:36.0   | 岩田康誠     | 梅田智之   | 廣崎利洋                                   | 10.2       | 5        | 8900万円    |
| 第76回 | 2016年4月10日 | 阪神   | 1600m | ジュエラー         | 牝3  | 1:33.4   | M.デムーロ   | 藤岡健一   | 青山洋一                                   | 5.0        | 3        | 9200万円    |
| 第77回 | 2017年4月9日  | 阪神   | 1600m | レーヌミノル       | 牝3  | 1:34.5   | 池添謙一     | 本田優     | 吉岡實                                     | 40.8       | 8        | 9200万円    |
| 第78回 | 2018年4月8日  | 阪神   | 1600m | アーモンドアイ     | 牝3  | 1:33.1   | C.ルメール   | 国枝栄     | （有）シルクレーシング                     | 3.9        | 2        | 1億500万円  |
| 第79回 | 2019年4月7日  | 阪神   | 1600m | グランアレグリア   | 牝3  | 1:32.7   | C.ルメール   | 藤沢和雄   | （有）サンデーレーシング                   | 3.4        | 2        | 1億500万円  |
| 第80回 | 2020年4月12日 | 阪神   | 1600m | デアリングタクト   | 牝3  | 1:36.1   | 松山弘平     | 杉山晴紀   | （株）ノルマンディーサラブレッドレーシング | 4.2        | 2        | 1億500万円  |
| 第81回 | 2021年4月11日 | 阪神   | 1600m | ソダシ             | 牝3  | R1:31.1  | 吉田隼人     | 須貝尚介   | 金子真人ホールディングス（株）             | 3.6        | 2        | 1億500万円  |
| 第82回 | 2022年4月10日 | 阪神   | 1600m | スターズオンアース | 牝3  | 1:32.9   | 川田将雅     | 高柳瑞樹   | （有）社台レースホース                     | 14.5       | 7        | 1億3000万円 |
| 第83回 | 2023年4月9日  | 阪神   | 1600m | リバティアイランド | 牝3  | 1:32.1   | 川田将雅     | 中内田充正 | （有）サンデーレーシング                   | 1.6        | 1        | 1億4000万円 |
| 第84回 | 2024年4月7日  | 阪神   | 1600m | ステレンボッシュ   | 牝3  | 1:32.2   | J.モレイラ   | 国枝栄     | 吉田勝己                                   | 4.3        | 2        | 1億4000万円 |
| 第85回 | 2025年4月13日 | 阪神   | 1600m | エンブロイダリー   | 牝3  | 1:33.1   | J.モレイラ   | 森一誠     | （有）シルクレーシング                     | 5.0        | 3        | 1億4000万円 |

## 桜花賞の記録
- レースレコード - 1:31.1（第81回優勝馬ソダシ）[23]
  - 優勝タイム最遅記録 - 1:42 2/5（第7回優勝馬ブラウニー）[注 6]
- 最多優勝騎手 - 5勝
  - 武豊（第49回・第53回・第54回・第58回・第64回）
- 同一騎手の最多連覇記録 - 2連覇（過去7名）
  - 福永洋一（第37回・第38回）
  - 武豊（第53回・第54回）
  - 田原成貴（第55回・第56回）
  - 安藤勝己（第66回・第67回）
  - クリストフ・ルメール（第78回・第79回）
  - 川田将雅（第82回・第83回）
  - ジョアン・モレイラ（第84回・第85回）
- 最多優勝調教師 - 5勝
  - 尾形藤吉（第2回・第6回・第9回・第13回・第14回）[注 7]
- 同一調教師の最多連覇記録 - 2連覇
  - 尾形藤吉（第13回・第14回）
- 最多優勝馬主 - 4勝
  - （有）社台レースホース（第64回・第68回・第71回・第82回）、（有）サンデーレーシング（第69回・第72回・第79回・第83回）
- 最多勝利種牡馬 - 5勝
  - ディープインパクト（第71回・第72回・第73回・第74回・第79回）
- 最年少優勝騎手 - 保田隆芳（第2回・20歳20日[注 8]）
- 最年長優勝騎手 - 安藤勝己（第71回・51歳14日[24]）
- 騎手・調教師の両方で優勝
  - 武田文吾（第7回、第17回）、八木沢勝美（第9回・第14回、第33回）、瀬戸口勉（第23回、第54回・第65回）
- 親子制覇
  - なし

- 姉妹制覇
  - なし

### レーティング
競走馬の強さを数値化したものをレーティングと呼ぶ。2001年以降、世界共通の方式によるレーティングが行われ、発表されている。レーティングは各馬の強さを表すほか、競走の上位4着までのレートの平均値を「レースレート」と言い、その競走がどの程度レベルが高いものだったかの指標となる。レースレートの結果によって、その競走の格付けが変動する場合がある。
| 年次 | レースレート | 優勝馬レート | 出典   |
| ---- | ------------ | ------------ | ------ |
| 2001 | 106.00       | 111          | [ 25 ] |
| 2002 | 106.00       | 109          | [ 26 ] |
| 2003 | 105.75       | 109          | [ 27 ] |
| 2004 | 105.50       | 111          | [ 28 ] |
| 2005 | 107.00       | 109          | [ 29 ] |
| 2006 | 106.00       | 108          | [ 30 ] |
| 2007 | 105.25       | 111          | [ 31 ] |
| 2008 | 106.50       | 107          | [ 32 ] |
| 2009 | 107.75       | 112          | [ 33 ] |
| 2010 | 107.75       | 110          | [ 34 ] |
| 2011 | 107.25       | 110          | [ 35 ] |
| 2012 | 107.75       | 110          | [ 36 ] |
| 2013 | 106.75       | 110          | [ 37 ] |
| 2014 | 110.50       | 113          | [ 38 ] |
| 2015 | 105.00       | 112          | [ 39 ] |
| 2016 | 109.00       | 112          | [ 40 ] |
| 2017 | 111.00       | 112          | [ 41 ] |
| 2018 | 113.00       | 115          | [ 42 ] |
| 2019 | 112.75       | 116          | [ 43 ] |
| 2020 | 111.75       | 115          | [ 44 ] |
| 2021 | 114.00       | 115          | [ 45 ] |
| 2022 | 111.50       | 112          | [ 46 ] |
| 2023 | 114.50       | 116          | [ 47 ] |
| 2024 | 112.00       | 114          | [ 48 ] |
| 2025 | 109.50       | 114          | [ 49 ] |

公表されているレーティングに従うと、2001年から2023年までで最もレベルが高かった年は2023年（114.50）で、最も強い優勝馬は2019年のグランアレグリアと2023年のリバティアイランド（共に116）ということになる。また、最もレベルが低かったのは2015年（105.00）、それにつぐのが2007年（105.25）である。ただし、2007年の優勝馬のレートは111、2015年は112であり、歴代の優勝馬のなかでも上位にはいる。レースのレベルが低かっただけであり、個々の出走馬のレーティングとは異なる。

## フォトギャラリー

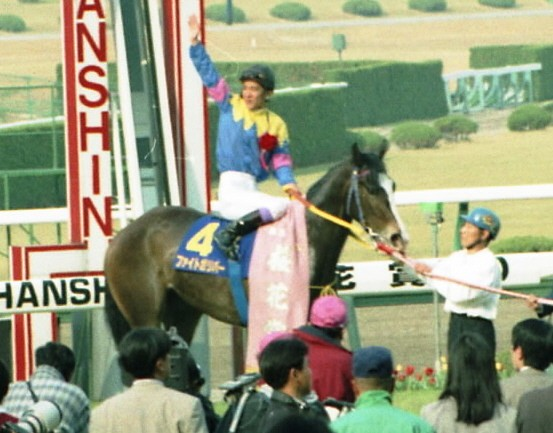
1996年優勝馬ファイトガリバー
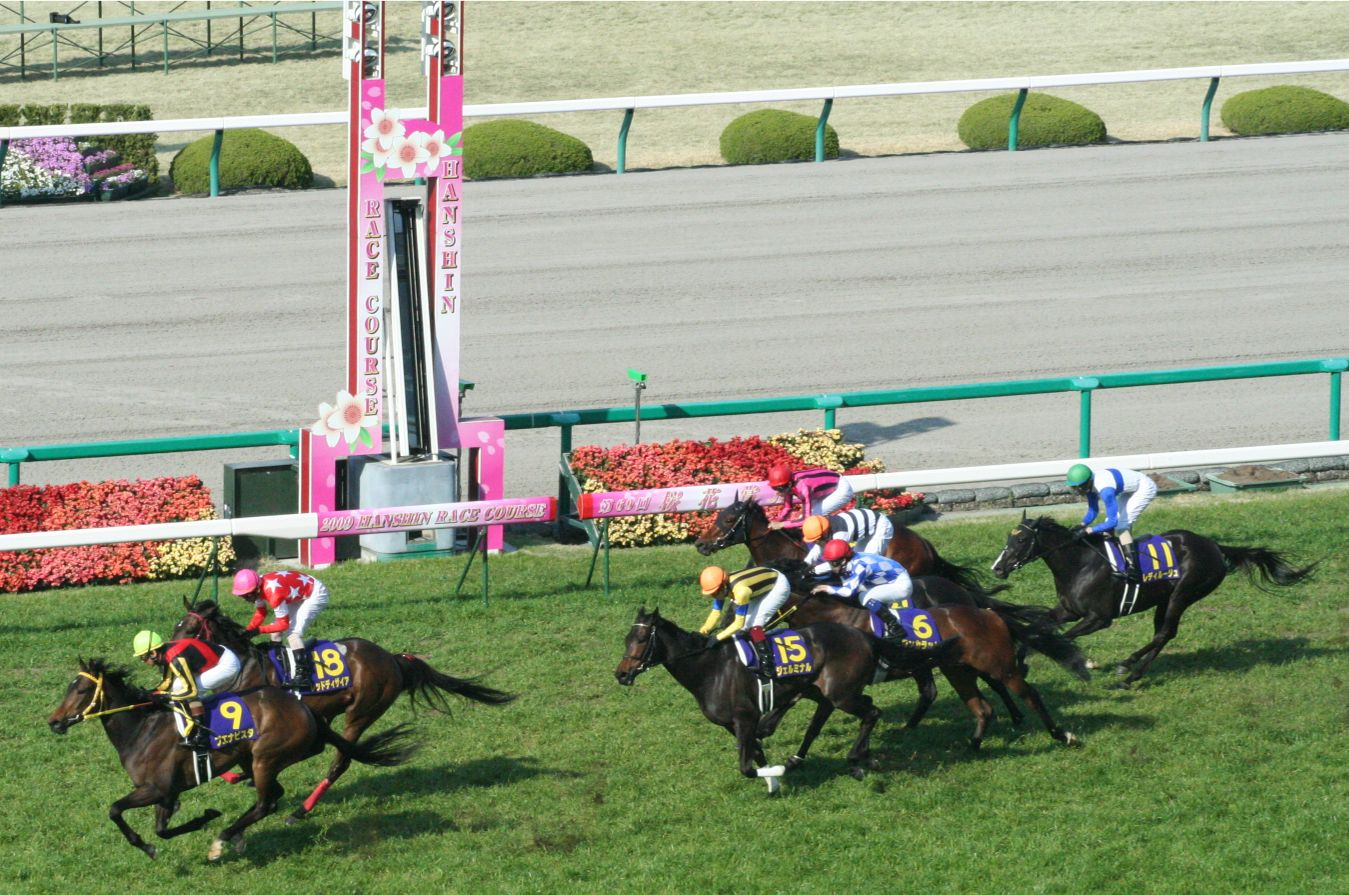
2009年優勝馬ブエナビスタ
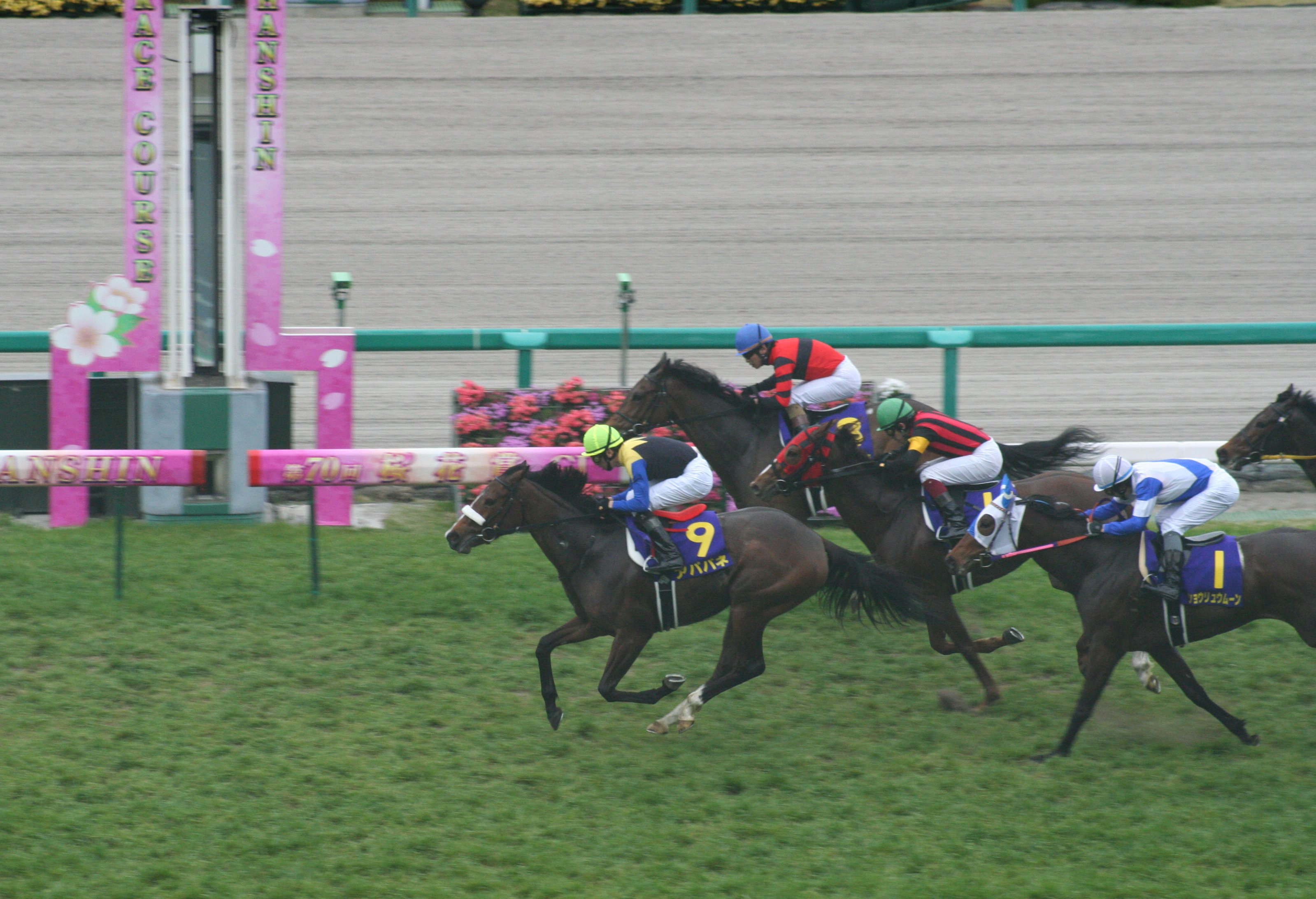
2010年優勝馬アパパネ
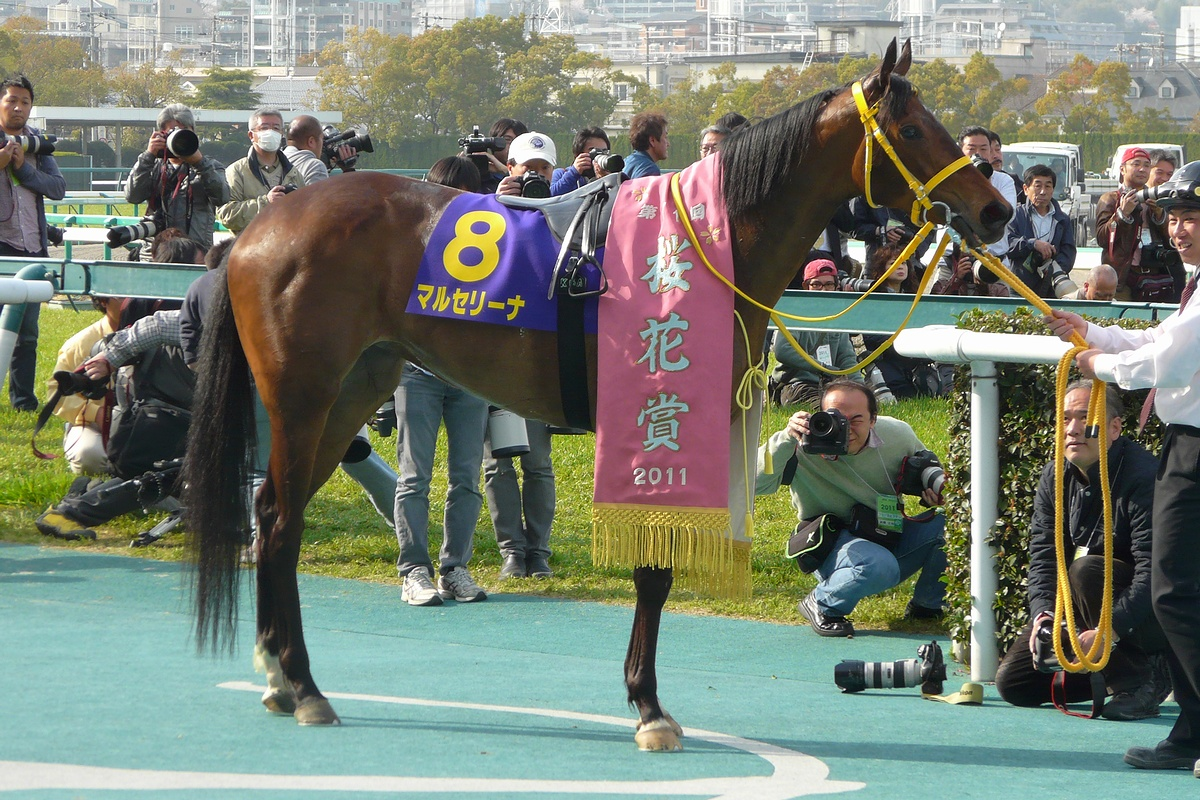
2011年優勝馬マルセリーナ
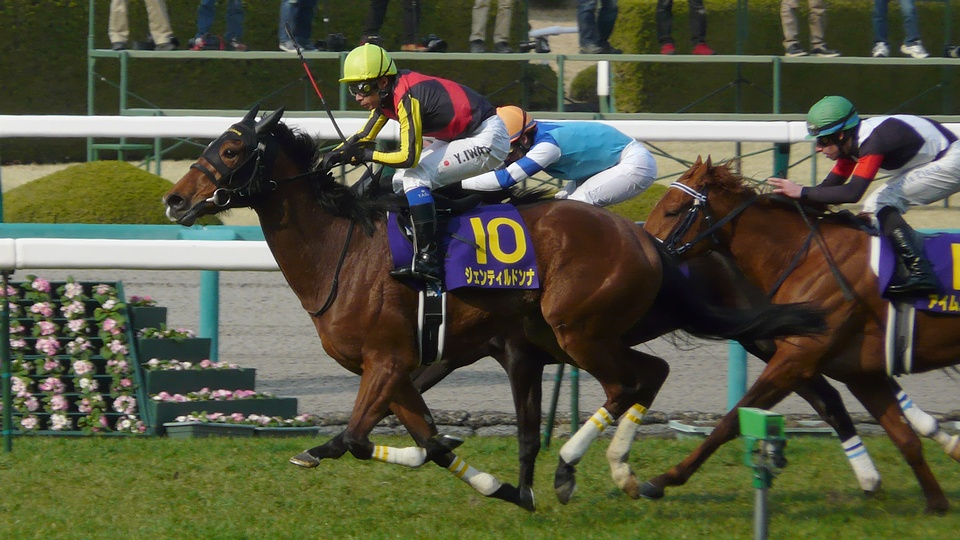
2012年優勝馬ジェンティルドンナ
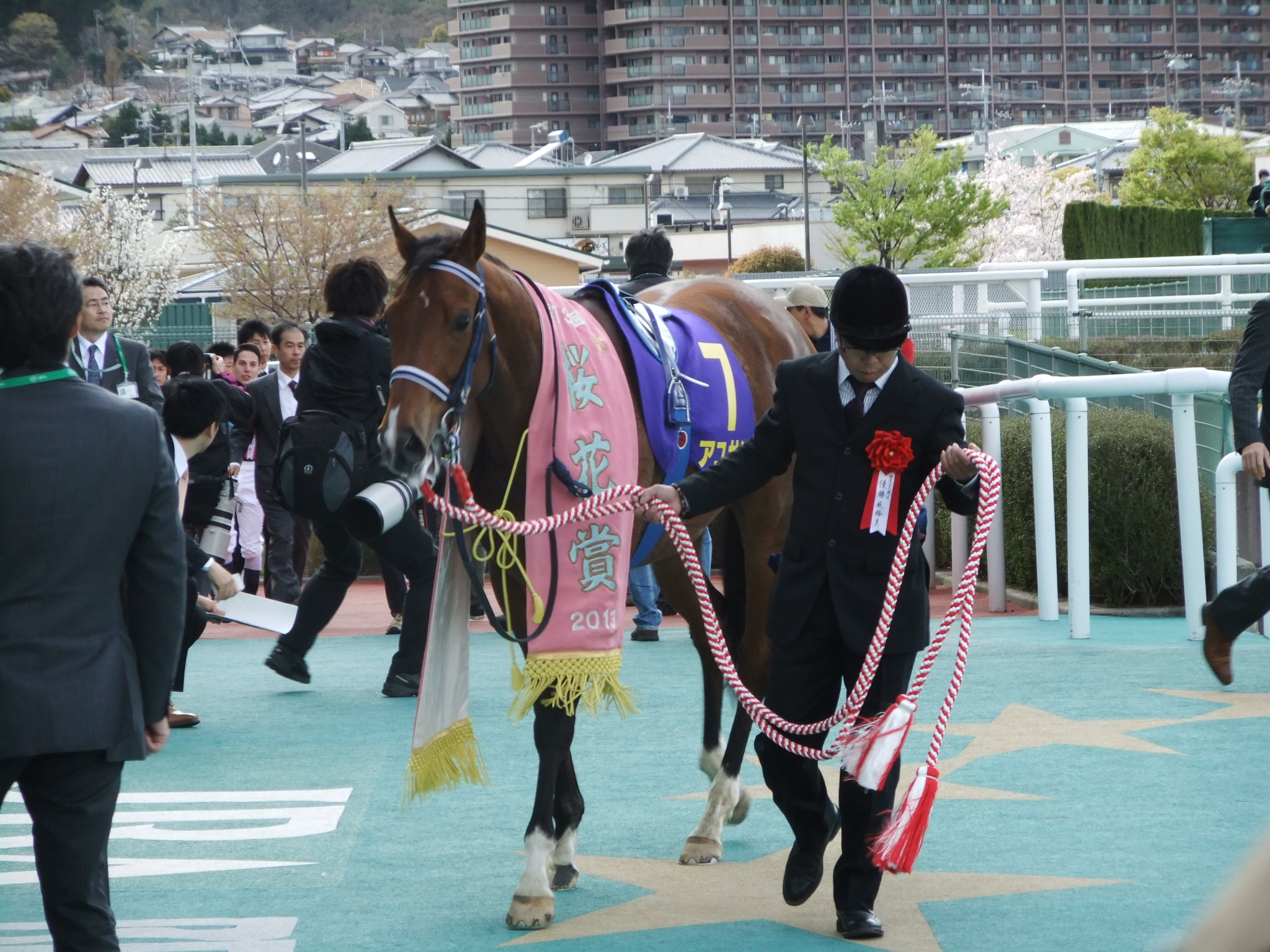
2013年優勝馬アユサン
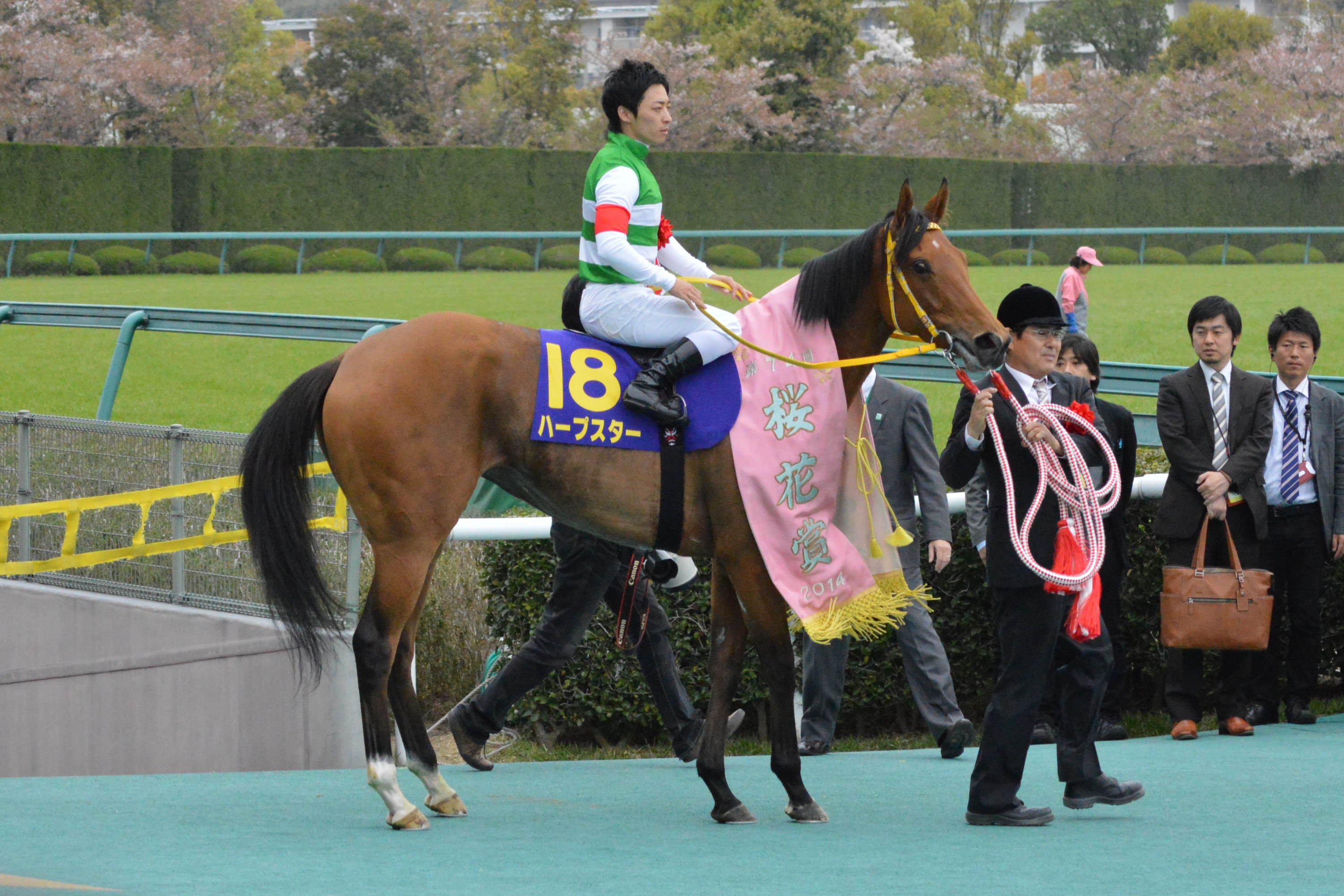
2014年優勝馬ハープスター
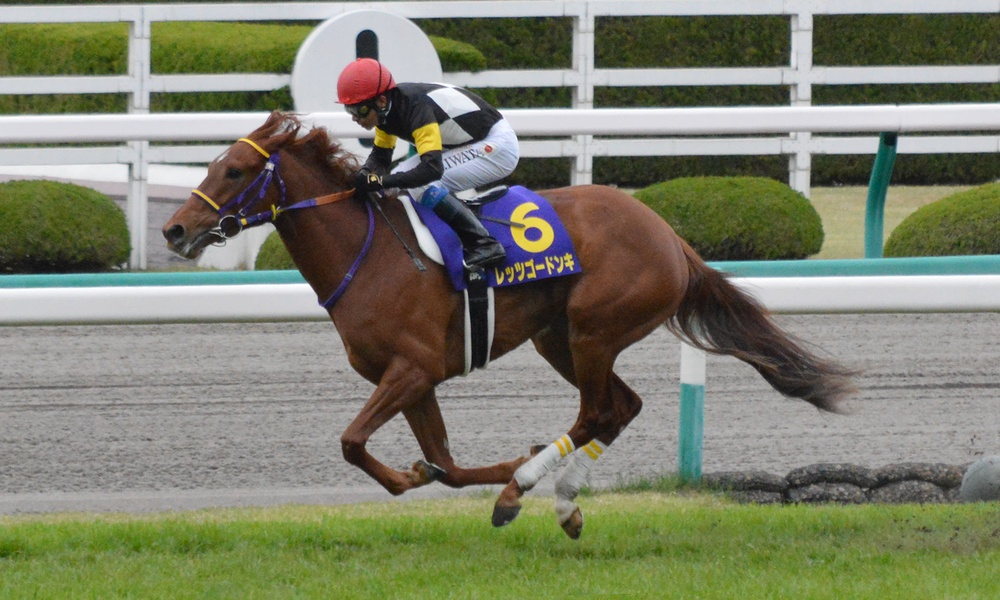
2015年優勝馬レッツゴードンキ
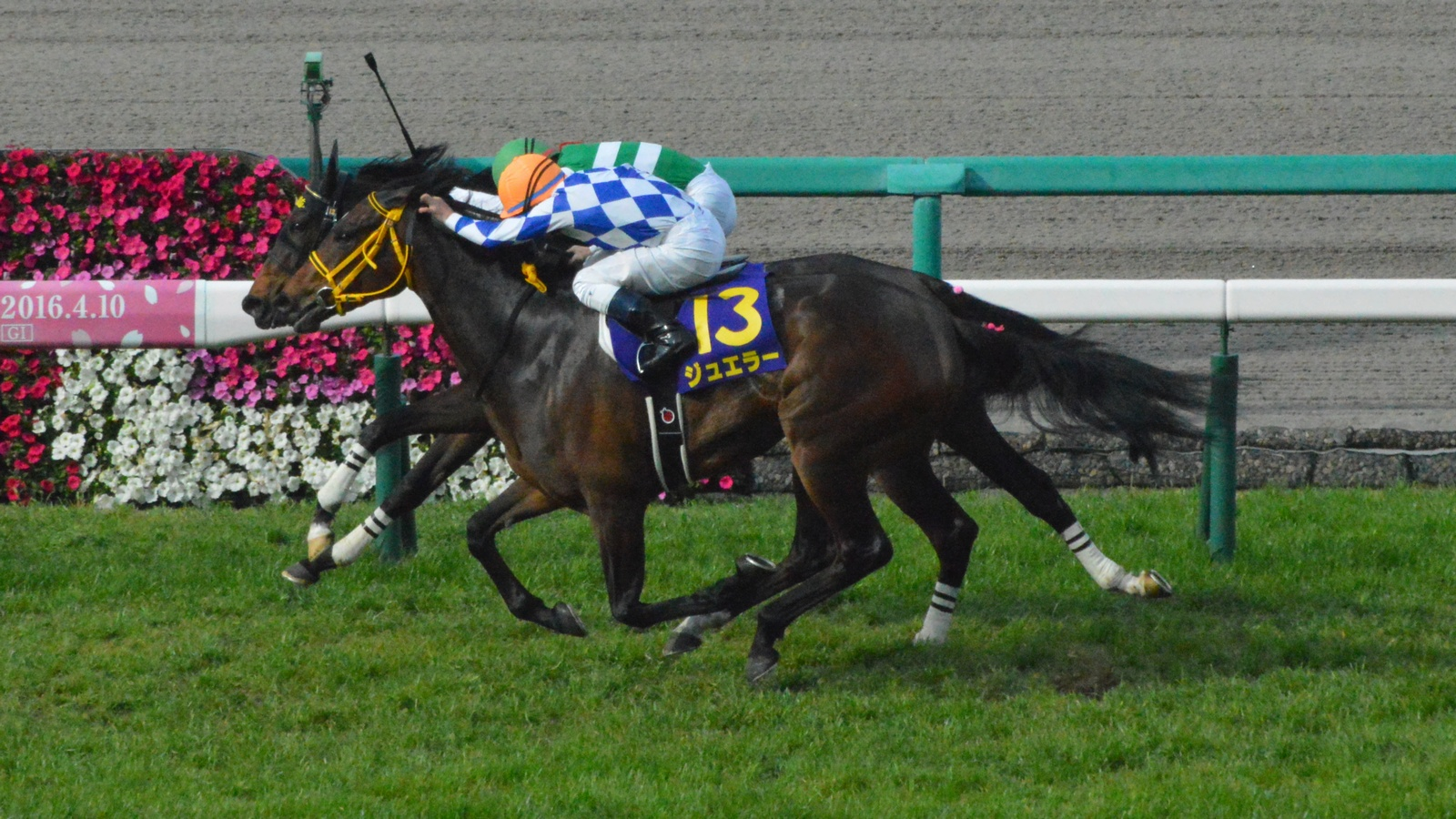
2016年優勝馬ジュエラー
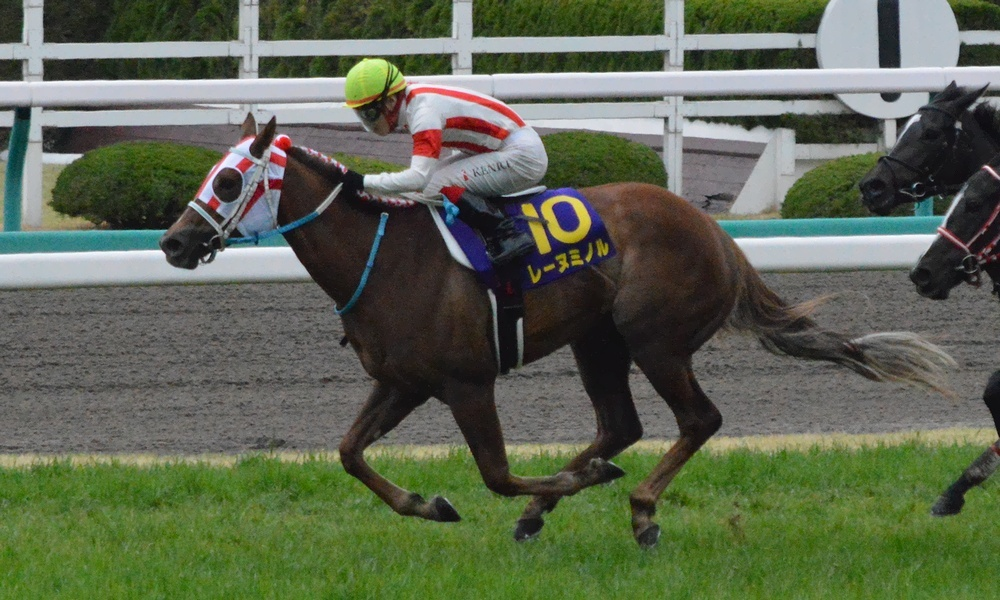
2017年優勝馬レーヌミノル
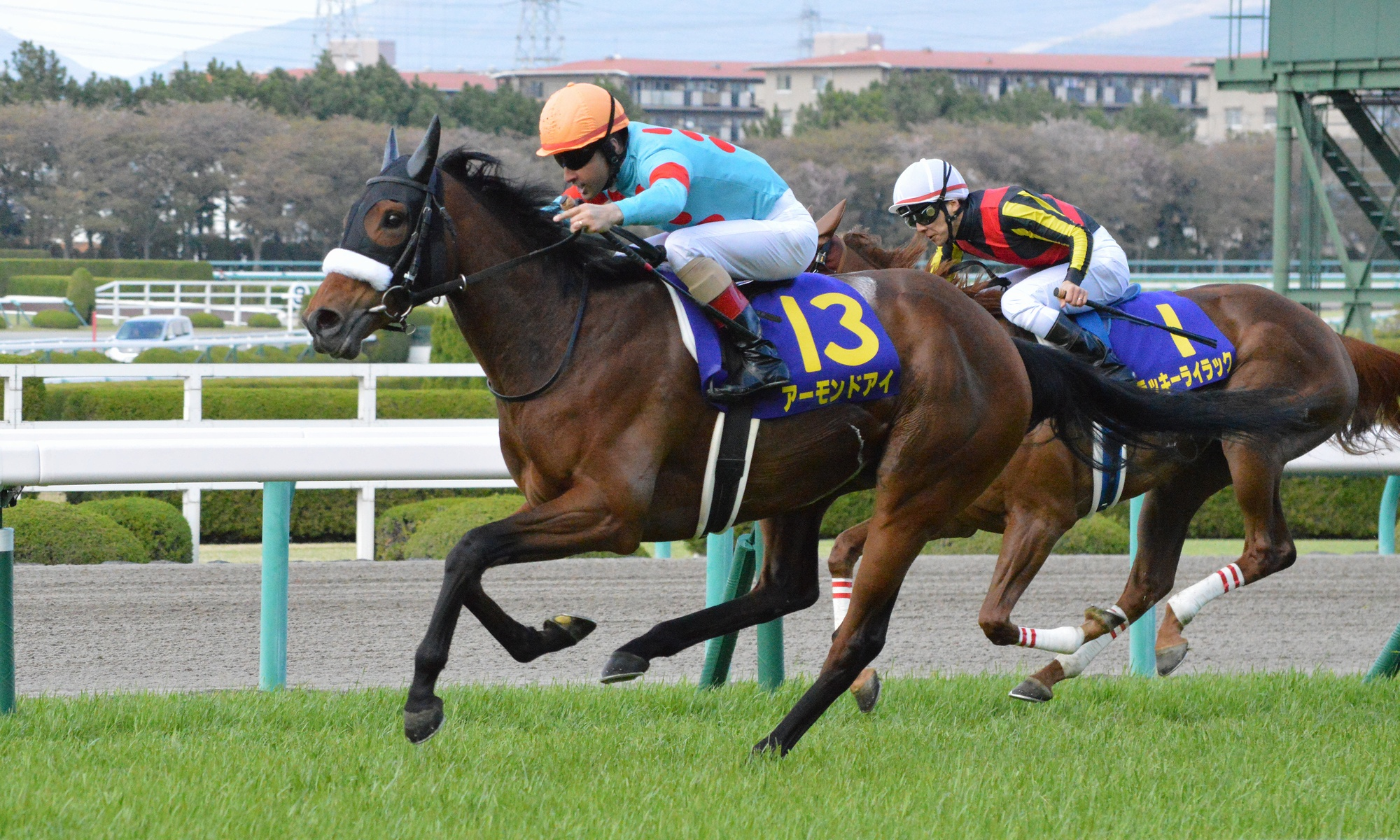
2018年優勝馬アーモンドアイ
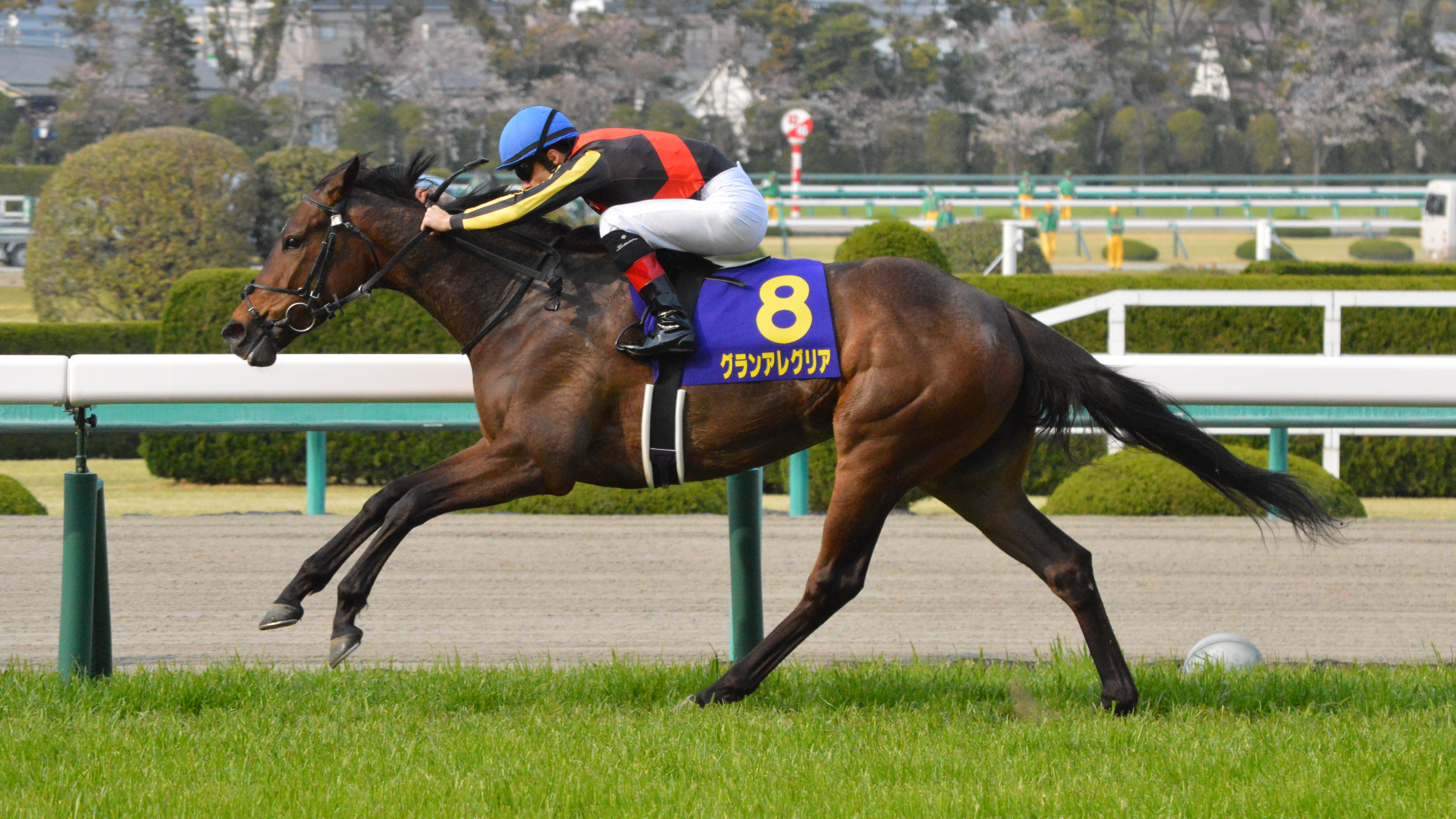
2019年優勝馬グランアレグリア
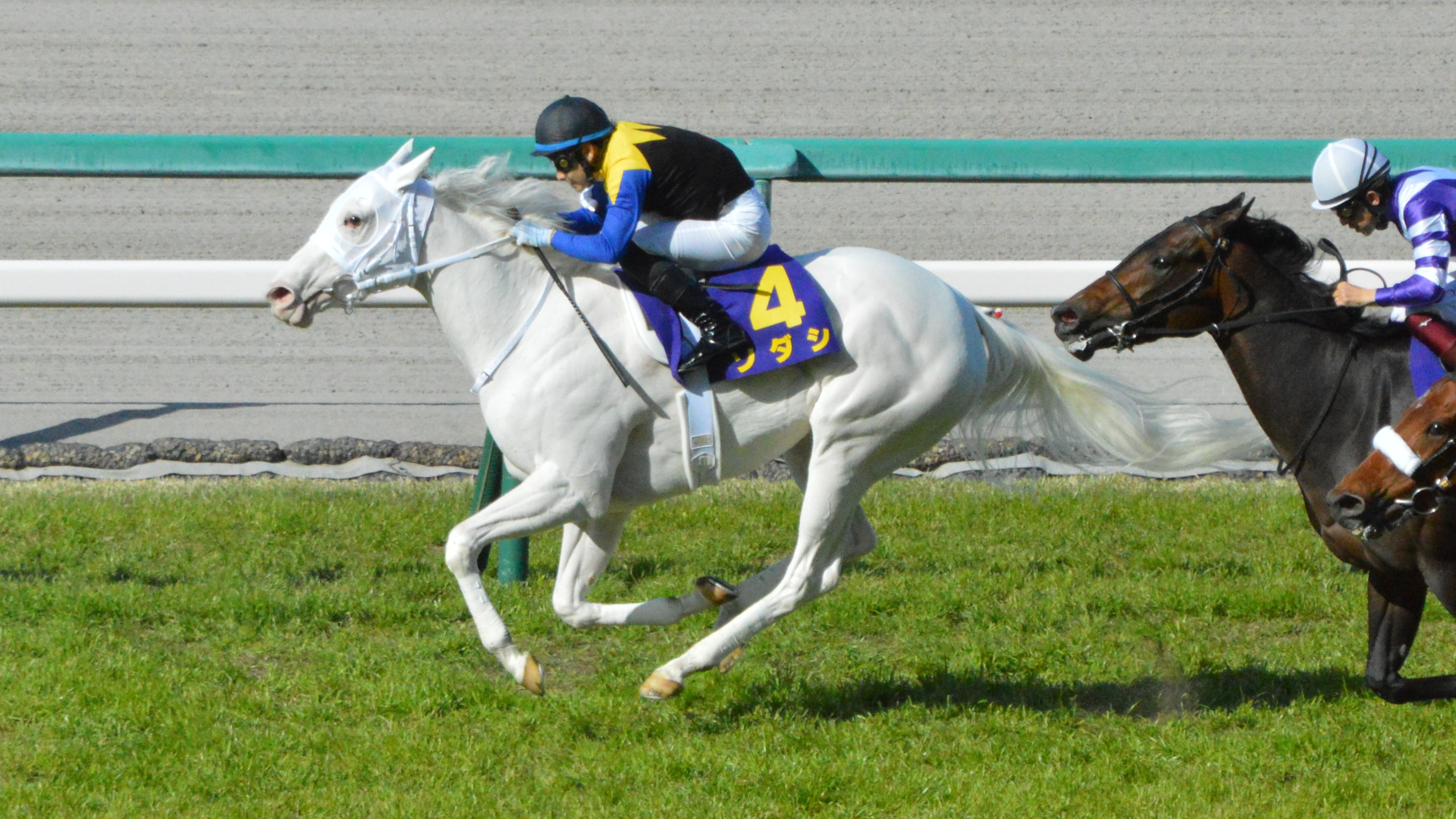
2021年優勝馬ソダシ
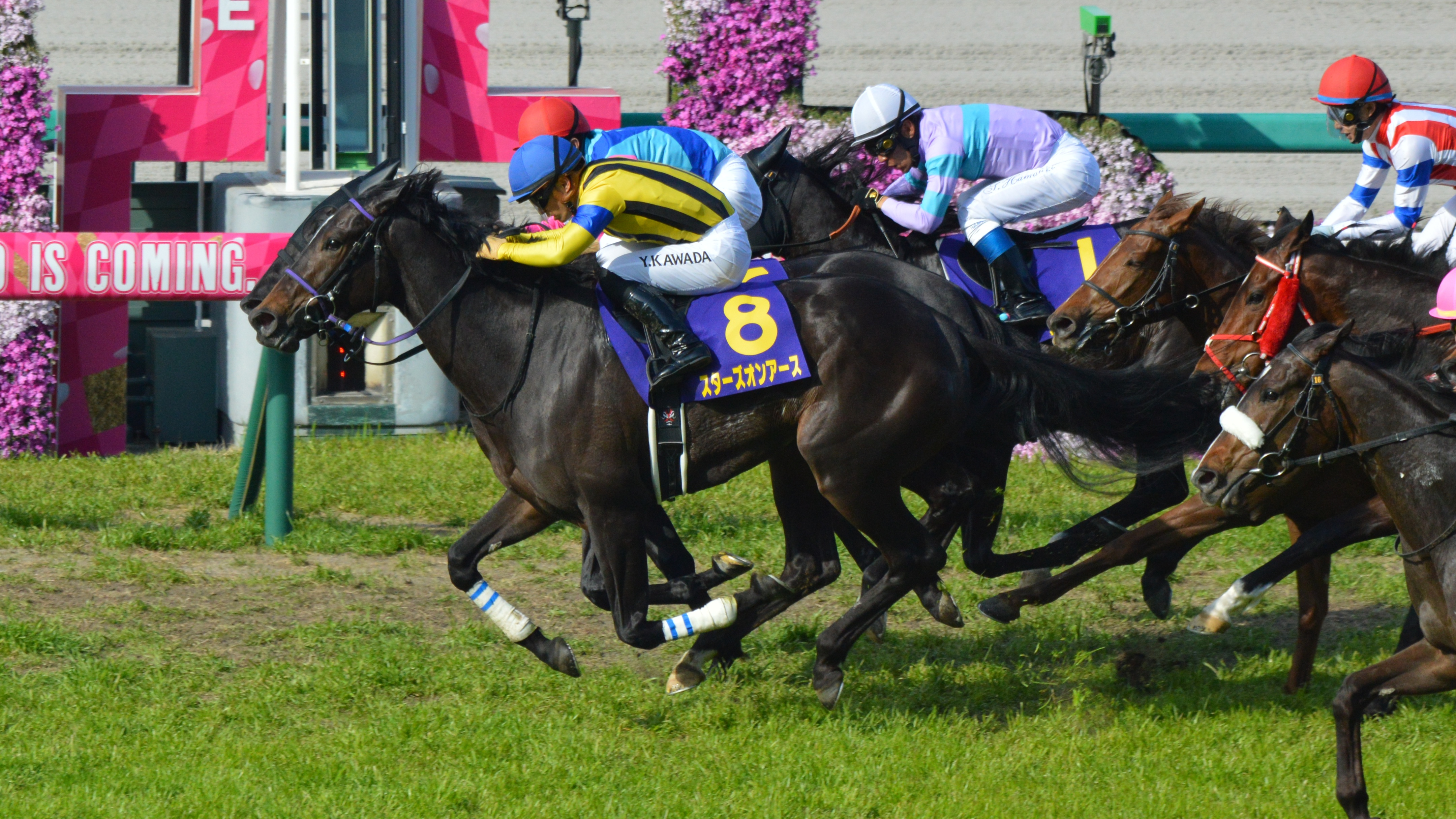
2022年優勝馬スターズオンアース
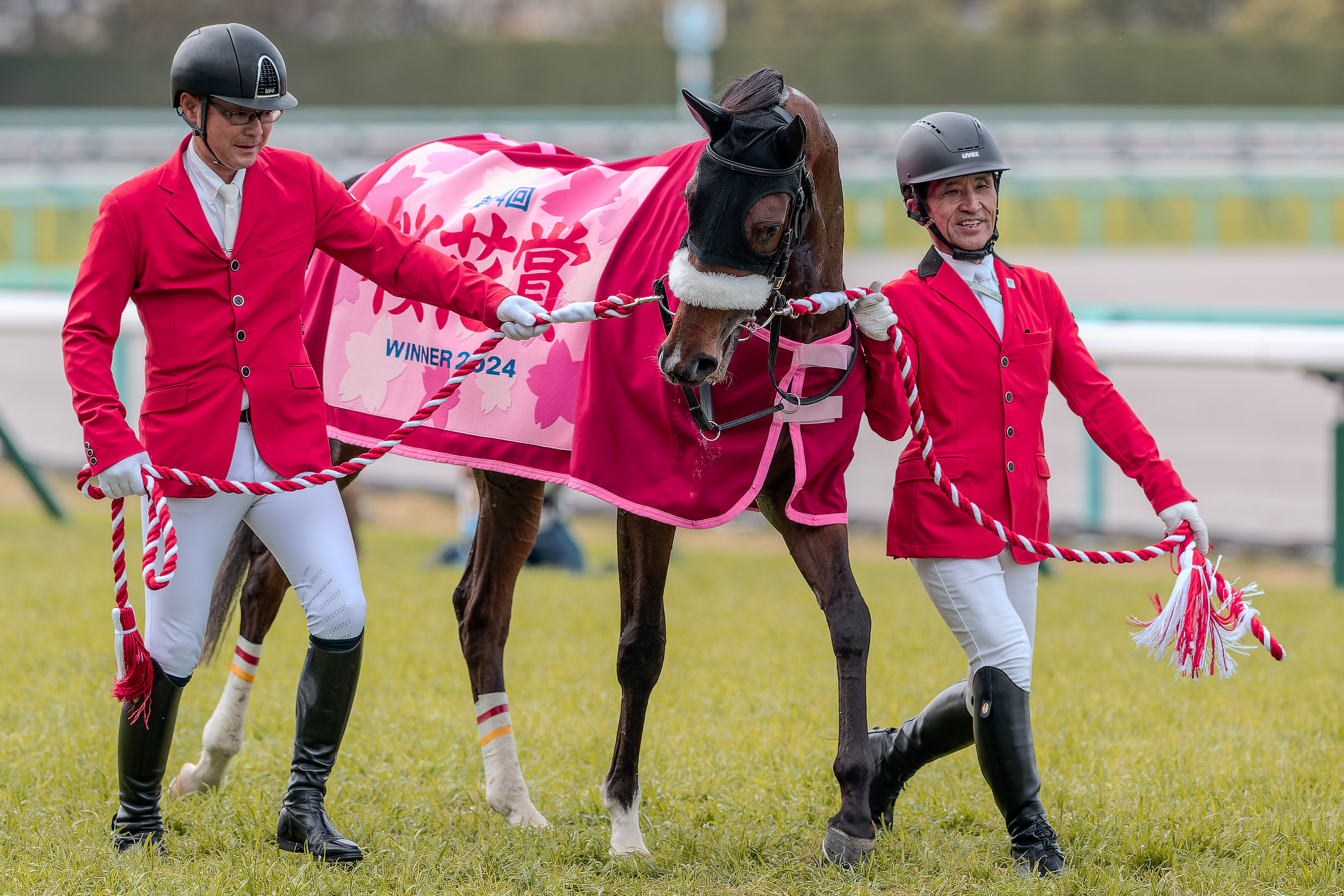
2024年優勝馬ステレンボッシュ
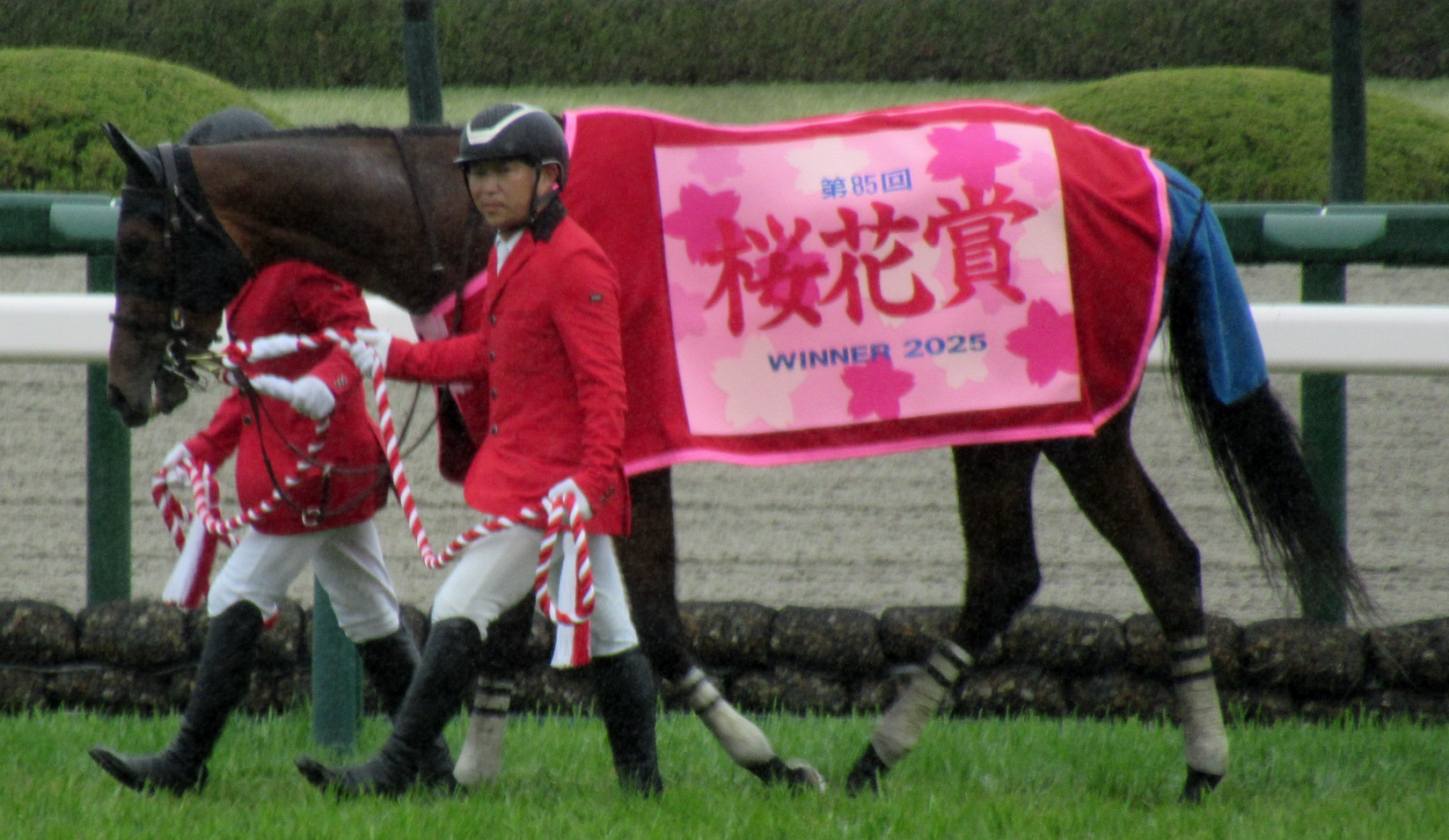
2025年優勝馬エンブロイダリー